# Émile Bosquet
Pour l’article homonyme, voir Bosquet (homonymie).
Ne doit pas être confondu avec Amélie Bosquet.
Émile Bosquet (Bruxelles, 24 mars 1834- ?, février 1912) est un relieur doreur belge naturalisé français.

## Biographie
Émile Bosquet se marie à Saint-Josse-ten-Noode le 27 avril 1854 à Marie-Antoinette Marcelle.
Émile Bosquet est un relieur doreur qui travaille entre 1860 et 1878 à Bruxelles puis à Paris chez Jean Engel puis chez Hachette.
Il demande sa naturalisation française le 22 août 1893.
Il est l'auteur de guides du relieur doreur qui font autorité.

## Collections, expositions
- Bibliothèque nationale de France

## Ouvrages
- Guide manuel de l’ouvrier relieur, 1903
- Guide manuel du doreur sur cuir, 1903
- Traité théorique et pratique de L'art du relieur, Edité par Librairie Polytechnique, Baudry et Cie, Paris, 1890